# Archibald Howie
 Archibald "Archie" Howie CBE, FRS (8 de março de 1934) é um físico britânico. Conhecido por seu trabalho pioneiro sobre a interpretação da imagem de cristais em microscópio eletrônico de transmissão.
Nascido em 1934, frequentou a Kirkcaldy High School e a Universidade de Edimburgo. Obteve um PhD na Universidade de Cambridge, onde foi depois professor.
Em 1965, com Hirsch, Whelan, Pashley e Nicholson, publicou a influente artigo Electron Microscopy of Thin Crystals. Foi eleito fellow da Royal Society em 1978, laureado com a Medalha Real de 1999. Em 1992 recebeu a Guthrie Medal and Prize. Foi chefe do Laboratório Cavendish, de 1989 a 1997.